# Lagado Planitia
La Lagado Planitia è una struttura geologica della superficie di Fobos.